# Dactylobatus clarkii
Dactylobatus clarkii  (лат.) — вид хрящевых рыб семейства ромбовых скатов отряда скатообразных. Обитают в центрально-западной и юго-западной частях Атлантического океана между 30° з. д. и 98° з. д. Встречаются на глубине до 1000 м. Их крупные, уплощённые грудные плавники образуют диск в виде ромба со округлым рылом. Максимальная зарегистрированная длина 75 см. Откладывают яйца. Не являются объектом целевого промысла.

## Таксономия
Впервые вид был научно описан в 1958 году как Raja clarkii. Вид назван в честь Роберта С. Кларка за пересмотр в 1926 году таксономического состояния европейских скатов. Вид признан симпатричным другим видам хрящевых рыб, например, Etmopterus bigelowi, длинношипой колючей акуле и Dipturus leptocauda.

## Ареал
Эти батидемерсальные скаты обитают у берегов Бразилии, Гвианы, Гайаны, Мексики, Суринама, Тринидада и Тобаго и США (Алабама, Флорида, Луизиана, Миссисипи). Встречаются в верхней части материкового склона на глубине от 315 до 1000 м. Предпочитают илистое дно.

## Описание
Широкие и плоские грудные плавники этих скатов образуют ромбический диск с округлым рылом и закруглёнными краями. На вентральной стороне диска расположены 5 жаберных щелей, ноздри и рот. На длинном хвосте имеются латеральные складки. У этих скатов 2 редуцированных спинных плавника и редуцированный хвостовой плавник.  Дорсальная поверхность диска бледно-коричневого цвета, покрыта белыми вытянутыми крапинками с тёмной окантовкой, которые более заметны у крупных особей. Вентральная поверхность беловатая. Передний край диска притуплён  и усеян загнутыми колючками.  Максимальная зарегистрированная длина 75 см.

## Биология
Подобно прочим ромбовым эти скаты откладывают яйца, заключённые в жёсткую роговую капсулу с выступами на концах. Эмбрионы питаются исключительно желтком. Рацион состоит в основном из костистых рыб, таких как миктофы и Mullus argentinae.

## Взаимодействие с человеком
Эти скаты не являются объектом целевого промысла. Потенциально могут попадаться в качестве прилова при донном тралении. Данных для оценки Международным союзом охраны природы охранного статуса вид, вызывает наименьшие опасения.